# 백류석
백류석(Leucite, 류사이트)은 그리스어로 '흰색'을 뜻하는 'leukos'에서 유래한 이름으로, 준장석 군에 속하는 암석 형성 광물이다. 이 광물은 규소가 부족한 상태에서 생성되며, 칼륨과 알루미늄을 포함한 망상규산염(tectosilicate)인 KAlSi₂O₆로 구성되어 있다. 결정은 입방형 이십사면체의 형태를 띠지만, 1821년 데이비드 브루스터 경이 처음 관찰했듯이 광학적으로 등방성이 아니므로 의사입방형(pseudo-cubic)으로 분류된다. 1873년 독일의 광물학자 게르하르트 폼 라트가 시행한 고니오미터 측정에 따르면 이 결정은 정방정계로 분류되었고, 이후의 광학 연구에서는 이 결정들이 더 복잡한 구조를 지니며 여러 개의 사방정계 또는 단사정계 결정으로 구성되어 있다는 것이 밝혀졌다. 이러한 결정들은 광학적으로 이축성이며, 반복적으로 쌍정이 생겨 결정면에 쌍정층과 줄무늬가 나타난다. 약 500 °C까지 가열하면 결정은 광학적으로 등방성을 띠게 되고, 쌍정층과 줄무늬는 사라지지만 냉각 시 다시 나타난다. 이러한 의사입방적 성질은 보라사이트라는 광물과 매우 유사하다.
류사이트 결정은 흰색 또는 회백색을 띠며, 1701년 A. G. 베르너가 '(무광) 흰색'을 뜻하는 λευκος에서 착안해 이름을 제안했다. 신선한 상태에서는 투명하고 유리처럼 보이지만, 낮은 굴절률로 인해 광택은 다소 부드러운 반유리질 광택을 보인다. 시간이 지나면 왁스처럼 또는 기름기 있는 광택을 띠게 되고, 결국은 흐릿하고 불투명해진다. 이 광물은 부서지기 쉬우며, 조개껍질 모양의 파절을 보인다. 모스 경도는 5.5이고, 비중은 2.47이다. 결정 내부에는 다른 광물의 포함물이 동심원 모양으로 배열되어 있는 경우가 흔히 발견된다. 결정의 색상과 형태 때문에 이 광물은 과거에 ‘흰 석류석(white garnet)’으로 불리기도 했다. 프랑스의 과거 문헌에서는 르네 쥐스트 아우이가 붙인 이름인 ‘암피젠(amphigène)’이라는 명칭이 쓰이기도 했지만, 현재 국제광물학회(International Mineralogical Association)에서 공식적으로 인정하는 유일한 명칭은 ‘류사이트(Leucite)’이다.